# Паншвиц-Кукау
Паншвиц-Кукау или Па́нчицы-Ку́ков (нем. Panschwitz-Kuckau; в.-луж. Pančicy-Kukow) — коммуна в Германии, районный центр, расположен в земле Саксония. Подчиняется административному округу Дрезден. Входит в состав района Баутцен. Подчиняется управлению Ам-Клостервассер. Население составляет 2143 человека (на 31 декабря 2010 года). Занимает площадь 23,37 км².
Община подразделяется на 13 сельских округов.
Входит в состав культурно-территориальной автономии «Лужицкая поселенческая область», на территории которой действуют законодательные акты земель Саксонии и Бранденбурга, содействующие сохранению лужицких языков и культуры лужичан. Официальным языком в населённом пункте, помимо немецкого, является лужицкий.

## Сельские округа
- Альте-Цигельшойне (Stara Cyhelnica)
- Глаубниц (Hłupońca)
- Зеуриц (Žuricy)
- Зибиц (Zejicy)
- Канневиц (Kanecy)
- Кашвиц (Kašecy)
- Лендорф (Lejno)
- Нойштедтель (Nowe Městačko)
- Остро (Wotrow)
- Паншвиц-Кукау
- Чашвиц (Časecy)
- Швайнерден (Swinjarnja)
- Яуэр (Jawora)

## Население
| Год  | Численность | Численность |
| ---- | ----------- | ----------- |
| 2017 | 2096        | [ 1 ]       |
| 2019 | 2096        | [ 5 ]       |
| 2021 | 2036        | [ 6 ]       |
| 2022 | 2069        | [ 7 ]       |
| 2023 | 2056        | [ 2 ]       |

## Достопримечательности
На территории коммуны находится женский католический монастырь «Звезда Марии», который является важным духовным и культурным центром лужицкого народа.

## Известные уроженцы
- Андрицкий, Миклауш (1871—1908) — лужицкий прозаик, публицист, деятель национального движения лужицких сербов.
- Барт-Чишинский, Якуб (1856—1909) — лужицкий поэт, писатель. Один из основоположников реалистической литературы лужицких сербов.